# Christian Johansen
Johan Christian Johansen var en dansk landevejscykelrytter, som deltog i de olympiske lege i 1920 i Antwerpen.
Landevejscykling foregik i den periode som enkeltstart, og Christian Johansen blev toer ved de danske mesterskaber i 1920. Ved OL i 1920 blev han bedste dansker som nummer 11 i tiden  4:52:00,2 for de 175 km og som del af det danske hold, der desuden bestod af Ahrensborg Clausen, Arnold Lundgren og Christian Frisch, blev han nummer fire (resultaterne blev opgjort ved at lægge rytternes køretider sammen).